# 1665
Il 1665 (MDCLXV in numeri romani) è un anno  del XVII secolo.

## Eventi
- 4 marzo – Scoppia la seconda guerra anglo-olandese, a causa di contrasti mercantili sui mari e nelle colonie nordamericane.
- 16 marzo – Bucarest permette l'insediamento di ebrei in città in cambio di una tassa.
- 13 giugno – Battaglia di Lowestoft: James Stuart, duca di York e futuro re Giacomo II d'Inghilterra, sconfigge la flotta olandese presso Lowestoft.
- 17 settembre – Carlo II diventa re di Spagna.
- Five Mile Act – In Inghilterra viene imposto a chi oppone resistenza all'autorità reale di non avvicinarsi a meno di 5 miglia dalle città municipali.
- A Londra una tremenda epidemia di peste bubbonica costringe due terzi degli abitanti alla fuga e provoca 68.000 morti.
- Molière pubblica L'Amour médecin.
- Probabile anno di scoperta della Grande Macchia Rossa di Giove.
- Viene scoperto l'ammasso globulare M22 da Abraham Ihle.

## Nati

### Gennaio
- 6 gennaio - Carlo Luigi di Nassau-Saarbrücken, nobile tedesco († 1723)
- 9 gennaio - George-Prosper de Verboom, ingegnere militare belga († 1744)
- 11 gennaio - Ermanno Federico di Hohenzollern-Hechingen, generale e nobile tedesco († 1733)
- 16 gennaio - Coriolano Montemagni, politico italiano († 1731)

### Febbraio
- 6 febbraio - Anna di Gran Bretagna, sovrana britannica († 1714)
- 10 febbraio - Conrard-Albert d'Ursel, militare belga († 1738)
- 12 febbraio - Rudolf Jakob Camerarius, botanico e entomologo tedesco († 1721)
- 21 febbraio - Benedikt Anton Aufschnaiter, compositore austriaco († 1742)
- 22 febbraio - Giovanni Serbelloni, II duca di San Gabrio, militare, politico e nobile italiano († 1732)
- 26 febbraio - Giorgio Augusto di Nassau-Idstein, nobile tedesco († 1721)

### Marzo
- 4 marzo - Philip Christoph Königsmarck, militare svedese († 1694)
- 14 marzo - Giuseppe Maria Crespi, pittore italiano († 1747)
- 17 marzo - Gio Enrico Vaymer, pittore italiano († 1738)
- 21 marzo - José Benito de Churriguera, architetto e scultore spagnolo († 1725)
- 27 marzo - Benjamin Neukirch, letterato, poeta e avvocato tedesco († 1729)
- 27 marzo - Pietro Pariati, librettista e poeta italiano († 1733)

### Aprile
- 13 aprile - Giovanni Ruggeri, architetto italiano († 1729)
- 28 aprile - Pier Jacopo Martello, poeta e drammaturgo italiano († 1727)
- 29 aprile - James Butler, II duca di Ormonde, militare e politico irlandese († 1745)

### Maggio
- 1º maggio - Elisabetta Albertina di Anhalt-Dessau, nobile († 1706)
- 12 maggio - Albertus Seba, farmacista e zoologo olandese († 1736)
- 15 maggio - Gundakar Ludwig von Althann, nobile, generale e diplomatico austriaco († 1747)
- 22 maggio - Magnus Stenbock, generale svedese († 1717)

### Luglio
- 2 luglio - Claude François Bidal d'Asfeld, generale francese († 1743)
- 3 luglio - Dmitrij Michajlovič Golicyn, politico russo († 1737)
- 5 luglio - Filippo Luzi, pittore italiano († 1722)
- 20 luglio - Imre Esterházy, arcivescovo cattolico ungherese († 1745)
- 24 luglio - Giovanni Giorgio II di Sassonia-Eisenach, nobile tedesco († 1698)
- 31 luglio - Giovanni Reinardo III di Hanau-Lichtenberg, conte tedesco († 1736)

### Agosto
- 4 agosto - Giovanni Battista Cromer, pittore italiano († 1745)
- 6 agosto - Jean-Baptiste Lully il Giovane, compositore francese († 1743)
- 27 agosto - John Hervey, I conte di Bristol, politico inglese († 1751)
- 29 agosto - Giuseppe Antonio Davanzati, patriarca cattolico italiano († 1755)

### Settembre
- 28 settembre - George FitzRoy, I duca di Northumberland, nobile, generale e politico inglese († 1716)

### Ottobre
- 1º ottobre - Cristiano Eberardo della Frisia orientale, principe († 1708)
- 2 ottobre - Franz Anton von Harrach, arcivescovo cattolico tedesco († 1727)
- 4 ottobre - Francesco Acquaviva d'Aragona, cardinale e arcivescovo cattolico italiano († 1725)
- 12 ottobre - Cristina Teresa di Löwenstein-Wertheim-Rochefort, contessa tedesca († 1730)
- 22 ottobre - Anastasija Petrovna Prozorovskaja, nobildonna russa († 1729)
- 26 ottobre - Philipp Karl von Eltz, arcivescovo cattolico tedesco († 1743)

### Novembre
- 17 novembre - Carlo Colonna, cardinale italiano († 1739)
- 24 novembre - Tommaso Niccolò d'Aquino, poeta italiano († 1721)

### Dicembre
- 13 dicembre - Antonio Felice Zondadari senior, cardinale e arcivescovo cattolico italiano († 1737)
- 22 dicembre - Tommaso Redi, pittore italiano († 1726)
- 25 dicembre - Grizel Baillie, scrittrice e cantautrice scozzese († 1746)

### Senza giorno specificato
- Paolo Alboni, pittore italiano († 1730)
- Giovanni Battista Aliprandi, architetto italiano († 1720)
- Armengol Amill, generale spagnolo († 1732)
- Antonio Baldinucci, gesuita italiano († 1717)
- Caterina Biancolelli, attrice teatrale italiana († 1716)
- John Blunt, banchiere inglese († 1733)
- Nicolaus Bruhns, compositore, organista e violinista tedesco († 1697)
- Jean-Baptiste Bullet de Chamblain, architetto francese († 1726)
- Gabriel Cano, militare spagnolo († 1733)
- Scipione Giuseppe Castelbarco, diplomatico italiano († 1731)
- Toribio José Miguel de Cossío y Campa, politico spagnolo († 1743)
- Joseph Dandridge, illustratore e naturalista inglese († 1747)
- Bernardo Facini, astronomo e matematico italiano († 1731)
- Jacopo Franchini, architetto e scultore italiano († 1741)
- Giovanni Francesco Guerniero, architetto e scultore italiano († 1745)
- Nishizawa Ippu, scrittore giapponese († 1731)
- Jean-Louis Lemoyne, scultore francese († 1755)
- Giacomo Filippo Maraldi, astronomo italiano († 1729)
- Henry Maundrell, scrittore e presbitero inglese († 1701)
- Andreas Musalus, matematico, filosofo e architetto greco († 1721)
- Gabrielle-Charlotte Patin, numismatica francese
- Bartolomeo Pedon, pittore italiano († 1732)
- Carlo Luigi Pietragrua, compositore italiano († 1726)
- Johan Richter, pittore svedese († 1745)
- Raimondo Rubí, vescovo cattolico spagnolo († 1729)
- Matthijs Schoevaerdts, pittore e disegnatore fiammingo († 1702)
- Bartolomeo Sessa, nobile italiano
- Francesc Valls, compositore e teorico della musica spagnolo († 1747)
- Josep Galceran II de Pinós-Santcliment, politico spagnolo († 1718)

## Morti

### Gennaio
- 11 gennaio - Louise de La Fayette,  francese (n. 1618)
- 12 gennaio - Pierre de Fermat, matematico francese (n. 1601)
- 20 gennaio - Famiano Michelini, matematico e scienziato italiano (n. 1604)
- 21 gennaio - Baccio Aldobrandini, cardinale italiano (n. 1613)
- 21 gennaio - Domenico Mazzocchi, compositore italiano (n. 1592)
- 24 gennaio - Carel van Savoyen, pittore, incisore e editore fiammingo
- 30 gennaio - Francesco Rondinelli, letterato e bibliotecario italiano (n. 1589)
- 31 gennaio - Johannes Clauberg, teologo e filosofo tedesco (n. 1622)

### Febbraio
- 10 febbraio - Antonio Travi, pittore italiano (n. 1608)
- 12 febbraio - Wolfgang Ebner, compositore e organista tedesco (n. 1612)
- 19 febbraio - Johann Ferdinand von Porcia, nobile e politico austriaco (n. 1605)
- 20 febbraio - Michel Dorigny, pittore e incisore francese (n. 1616)
- 28 febbraio - Luigi di Nassau-Beverweerd, militare olandese (n. 1602)

### Marzo
- 7 marzo - Guillaume Bautru, politico e diplomatico francese (n. 1588)
- 15 marzo - Cristiano Luigi di Brunswick-Lüneburg, duca tedesco (n. 1622)

### Aprile
- 6 aprile - Niccolò Gonzaga, nobile e ambasciatore italiano (n. 1608)
- 7 aprile - Cornelis van Dalen I, incisore, disegnatore e pittore olandese (n. 1602)
- 13 aprile - Guglielmo Luigi di Anhalt-Köthen, principe (n. 1638)
- 14 aprile - Lorenzo Lippi, pittore, poeta e scrittore italiano (n. 1606)

### Maggio
- 14 maggio - Giangirolamo II Acquaviva d'Aragona, politico e militare italiano (n. 1600)
- 24 maggio - Marie de La Tour d'Auvergne, duchessa francese (n. 1601)
- 24 maggio - María di Ágreda, religiosa e mistica spagnola (n. 1602)
- 31 maggio - Pieter Jansz Saenredam, pittore olandese (n. 1597)

### Giugno
- 1º giugno - Johannes Rechsteiner, politico svizzero (n. 1618)
- 6 giugno - Giorgio Cristiano della Frisia orientale, principe (n. 1634)
- 8 giugno - Luigi Mattei, generale, nobile e diplomatico italiano (n. 1609)
- 11 giugno - Kenelm Digby, filosofo, diplomatico e corsaro britannico (n. 1603)
- 13 giugno - Auke Stellingwerf, ammiraglio olandese (n. 1635)
- 15 giugno - Lazzaro Carafino, vescovo cattolico italiano (n. 1590)
- 17 giugno - Maria Elisabetta di Holstein-Gottorp, nobile tedesca (n. 1634)
- 25 giugno - Sigismondo Francesco d'Austria, vescovo cattolico austriaco (n. 1630)

### Luglio
- 3 luglio - Francesco Costanzo Catanio, pittore italiano (n. 1602)
- 10 luglio - Jacob Hustaert, politico olandese (n. 1619)
- 27 luglio - Francesco Cairo, pittore italiano (n. 1607)

### Agosto
- 14 agosto - Carlo II di Gonzaga-Nevers, nobile italiano (n. 1629)
- 28 agosto - Elisabetta Sirani, pittrice italiana (n. 1638)

### Settembre
- 4 settembre - Angelo Mausoni, vescovo cattolico italiano
- 12 settembre - Jean Bolland, gesuita e storico belga (n. 1596)
- 17 settembre - Filippo IV di Spagna, re (n. 1605)
- 17 settembre - Baltasar Moscoso y Sandoval, cardinale e arcivescovo cattolico spagnolo (n. 1589)
- 25 settembre - Maria Anna d'Asburgo (n. 1610)

### Ottobre
- 22 ottobre - Cesare di Borbone-Vendôme, nobile francese (n. 1594)
- 25 ottobre - Vettor Grimani Calergi, nobiluomo e criminale italiano (n. 1610)
- 29 ottobre - António I del Congo (n. 1617)

### Novembre
- 2 novembre - Paolo Brizio, vescovo cattolico e storico italiano (n. 1597)
- 17 novembre - John Earle, vescovo anglicano inglese (n. 1601)
- 19 novembre - Nicolas Poussin, pittore francese (n. 1594)
- 20 novembre - Giulio Enrico di Sassonia-Lauenburg, duca (n. 1586)
- 25 novembre - Giuliano Cesarini, nobile italiano (n. 1618)

### Dicembre
- 2 dicembre - Maria Angela Astorch, religiosa spagnola (n. 1592)
- 2 dicembre - Catherine de Vivonne de Rambouillet, nobile francese (n. 1588)
- 10 dicembre - Tarquinio Merula, compositore e organista italiano (n. 1595)
- 19 dicembre - Gerard Pietersz van Zijl, pittore e disegnatore olandese (n. 1607)
- 30 dicembre - Paweł Jan Sapieha, nobile e politico polacco (n. 1609)

### Senza giorno specificato
- Bonaventura da Fasano, religioso italiano
- Cornelius Burges, presbitero inglese (n. 1589)
- Andreas Cellarius, cartografo tedesco
- Francis Cheynell, religioso e scrittore inglese (n. 1608)
- Giorgio Clerici, mercante, banchiere e nobile italiano (n. 1575)
- John Clotworthy, I visconte di Massereene, politico irlandese
- Abramo Ecchellense, letterato libanese (n. 1605)
- Albert Eckhout, pittore olandese (n. 1610)
- Ireneo Filalete, alchimista britannico (n. 1628)
- Giovanni Maria Galli da Bibbiena, pittore italiano (n. 1625)
- Onofrio Giliberto, scrittore, drammaturgo e romanziere italiano (n. 1616)
- Hong Chengchou, politico e militare cinese (n. 1593)
- Friedrich van Hulsen, incisore olandese (n. 1580)
- Elizabeth Key Grinstead,  statunitense (n. 1630)
- Niccolò Menghini, scultore italiano (n. 1610)
- André Mollet, architetto del paesaggio francese
- Carlo Morelli, ingegnere e militare svizzero
- Costanzo de Peris, pittore e disegnatore italiano (n. 1600)
- Astolfo Petrazzi, pittore italiano (n. 1583)
- Diego Polo, pittore spagnolo
- Jean Puget de la Serre, scrittore, drammaturgo e storico francese (n. 1594)
- Paolo Vincenzo Roero, vescovo cattolico italiano
- Alessandro Spinola, doge (n. 1589)
- Henry Sutton,  britannico (n. 1637)
- António da Encarnação, teologo portoghese (n. 1595)
- Balthasar de Monconys, esploratore, diplomatico e magistrato francese (n. 1611)
- Boynuyaralı Mehmed Pascià, militare ottomano
- Gürcü Mehmed Pascià II, politico ottomano

## Calendario
| Calendario 1665 | Calendario 1665 | Calendario 1665 | Calendario 1665 | Calendario 1665 | Calendario 1665 | Calendario 1665 | Calendario 1665 | Calendario 1665 | Calendario 1665 | Calendario 1665 | Calendario 1665 | Calendario 1665 | Calendario 1665 | Calendario 1665 | Calendario 1665 | Calendario 1665 | Calendario 1665 | Calendario 1665 | Calendario 1665 | Calendario 1665 | Calendario 1665 | Calendario 1665 | Calendario 1665 | Calendario 1665 | Calendario 1665 | Calendario 1665 | Calendario 1665 | Calendario 1665 | Calendario 1665 | Calendario 1665 | Calendario 1665 | Calendario 1665 |
| --------------- | --------------- | --------------- | --------------- | --------------- | --------------- | --------------- | --------------- | --------------- | --------------- | --------------- | --------------- | --------------- | --------------- | --------------- | --------------- | --------------- | --------------- | --------------- | --------------- | --------------- | --------------- | --------------- | --------------- | --------------- | --------------- | --------------- | --------------- | --------------- | --------------- | --------------- | --------------- | --------------- |
|                 | 1               | 2               | 3               | 4               | 5               | 6               | 7               | 8               | 9               | 10              | 11              | 12              | 13              | 14              | 15              | 16              | 17              | 18              | 19              | 20              | 21              | 22              | 23              | 24              | 25              | 26              | 27              | 28              | 29              | 30              | 31              |                 |
| Gennaio         | Gi              | Ve              | Sa              | Do              | Lu              | Ma              | Me              | Gi              | Ve              | Sa              | Do              | Lu              | Ma              | Me              | Gi              | Ve              | Sa              | Do              | Lu              | Ma              | Me              | Gi              | Ve              | Sa              | Do              | Lu              | Ma              | Me              | Gi              | Ve              | Sa              |                 |
| Febbraio        | Do              | Lu              | Ma              | Me              | Gi              | Ve              | Sa              | Do              | Lu              | Ma              | Me              | Gi              | Ve              | Sa              | Do              | Lu              | Ma              | Me              | Gi              | Ve              | Sa              | Do              | Lu              | Ma              | Me              | Gi              | Ve              | Sa              |                 |                 |                 |                 |
| Marzo           | Do              | Lu              | Ma              | Me              | Gi              | Ve              | Sa              | Do              | Lu              | Ma              | Me              | Gi              | Ve              | Sa              | Do              | Lu              | Ma              | Me              | Gi              | Ve              | Sa              | Do              | Lu              | Ma              | Me              | Gi              | Ve              | Sa              | Do              | Lu              | Ma              |                 |
| Aprile          | Me              | Gi              | Ve              | Sa              | Do              | Lu              | Ma              | Me              | Gi              | Ve              | Sa              | Do              | Lu              | Ma              | Me              | Gi              | Ve              | Sa              | Do              | Lu              | Ma              | Me              | Gi              | Ve              | Sa              | Do              | Lu              | Ma              | Me              | Gi              |                 |                 |
| Maggio          | Ve              | Sa              | Do              | Lu              | Ma              | Me              | Gi              | Ve              | Sa              | Do              | Lu              | Ma              | Me              | Gi              | Ve              | Sa              | Do              | Lu              | Ma              | Me              | Gi              | Ve              | Sa              | Do              | Lu              | Ma              | Me              | Gi              | Ve              | Sa              | Do              |                 |
| Giugno          | Lu              | Ma              | Me              | Gi              | Ve              | Sa              | Do              | Lu              | Ma              | Me              | Gi              | Ve              | Sa              | Do              | Lu              | Ma              | Me              | Gi              | Ve              | Sa              | Do              | Lu              | Ma              | Me              | Gi              | Ve              | Sa              | Do              | Lu              | Ma              |                 |                 |
| Luglio          | Me              | Gi              | Ve              | Sa              | Do              | Lu              | Ma              | Me              | Gi              | Ve              | Sa              | Do              | Lu              | Ma              | Me              | Gi              | Ve              | Sa              | Do              | Lu              | Ma              | Me              | Gi              | Ve              | Sa              | Do              | Lu              | Ma              | Me              | Gi              | Ve              |                 |
| Agosto          | Sa              | Do              | Lu              | Ma              | Me              | Gi              | Ve              | Sa              | Do              | Lu              | Ma              | Me              | Gi              | Ve              | Sa              | Do              | Lu              | Ma              | Me              | Gi              | Ve              | Sa              | Do              | Lu              | Ma              | Me              | Gi              | Ve              | Sa              | Do              | Lu              |                 |
| Settembre       | Ma              | Me              | Gi              | Ve              | Sa              | Do              | Lu              | Ma              | Me              | Gi              | Ve              | Sa              | Do              | Lu              | Ma              | Me              | Gi              | Ve              | Sa              | Do              | Lu              | Ma              | Me              | Gi              | Ve              | Sa              | Do              | Lu              | Ma              | Me              |                 |                 |
| Ottobre         | Gi              | Ve              | Sa              | Do              | Lu              | Ma              | Me              | Gi              | Ve              | Sa              | Do              | Lu              | Ma              | Me              | Gi              | Ve              | Sa              | Do              | Lu              | Ma              | Me              | Gi              | Ve              | Sa              | Do              | Lu              | Ma              | Me              | Gi              | Ve              | Sa              |                 |
| Novembre        | Do              | Lu              | Ma              | Me              | Gi              | Ve              | Sa              | Do              | Lu              | Ma              | Me              | Gi              | Ve              | Sa              | Do              | Lu              | Ma              | Me              | Gi              | Ve              | Sa              | Do              | Lu              | Ma              | Me              | Gi              | Ve              | Sa              | Do              | Lu              |                 |                 |
| Dicembre        | Ma              | Me              | Gi              | Ve              | Sa              | Do              | Lu              | Ma              | Me              | Gi              | Ve              | Sa              | Do              | Lu              | Ma              | Me              | Gi              | Ve              | Sa              | Do              | Lu              | Ma              | Me              | Gi              | Ve              | Sa              | Do              | Lu              | Ma              | Me              | Gi              |                 |